# Grand Hotel we Lwowie
Grand Hotel we Lwowie – jeden z najstarszych hoteli w głównej części Lwowa, znajduje się przy Prospekcie Swobody 13.
Hotel działa od 1893, po otwarciu był najbardziej ekskluzywnym obiektem tego typu we Lwowie. Wnętrza posiadały wystrój stylizowany na barok, budynek posiadał od początku instalację elektryczną. Na paterze w pierwszych dziesięcioleciach działały cztery sklepy z produktami wyższej klasy. Hotel posiadał 48 pokoi oraz restaurację, szybko stał się centrum życia towarzyskiego i społecznego. Zatrzymywali się tu dyplomaci, politycy oraz inne znane osoby. Budynek tworzył całość z położonym obok Pasażem Hausmana (obecnie przejście zwane "Krzywą Lipą"). Po 1944 nosił nazwę "Lwów", a następnie "Werchowyna".
Jest to hotel wyższej klasy, posiada cztery gwiazdki. Aktualnie posiada sześćdziesiąt dwa pokoje, w tym jeden apartament najwyższej klasy, osiem pokoi typu lux. Hotel posiada restaurację „Grand Hotel Sofia”, bar, kawiarnię oraz salę konferencyjną na dwudziestu pięciu osób.

## Historia budynku
Budynek hotelu początkowo był jednopiętrowy i był zbudowany w stylu empire, w latach 1892-1893 został nadbudowany i przebudowany według projektu Erazma Hermatnika. Po jego nagłej śmierci prace kontynuował Zygmunt Kędzierski, a na elewacji umieszczono atlanty dłuta Leonarda Marconiego. Kolejna przebudowa miała miejsce w 1910, pod kierunkiem Edmunda Żychowicza na pierwszym piętrze znacznie powiększono okna i w miejsce salonu meblowego Jana Bromilskiego ulokowano tam ekskluzywną kawiarnię "City" (po 1944 "Lwowianka"). W latach 1991–1992 obiekt gruntownie wyremontowano pod kierunkiem Hrychorija Komskiego przywracając mu dawną świetność, odrestaurowano fasadę przywracając jej elementy sztukatorskie i wyremontowano znajdujące się na niej rzeźby. We wnętrzach usunięto elementy dodane po 1944, uzupełniono elementy z granitu, marmuru a na podłogach położono parkiet. Do obiektu hotelowego dołączono stojący na sąsiedniej posesji budynek dawnego Hotelu Centralnego, który powstał w latach 1882-1884 według projektu Emanuela Galla.